# الکساندر گیرمسکی

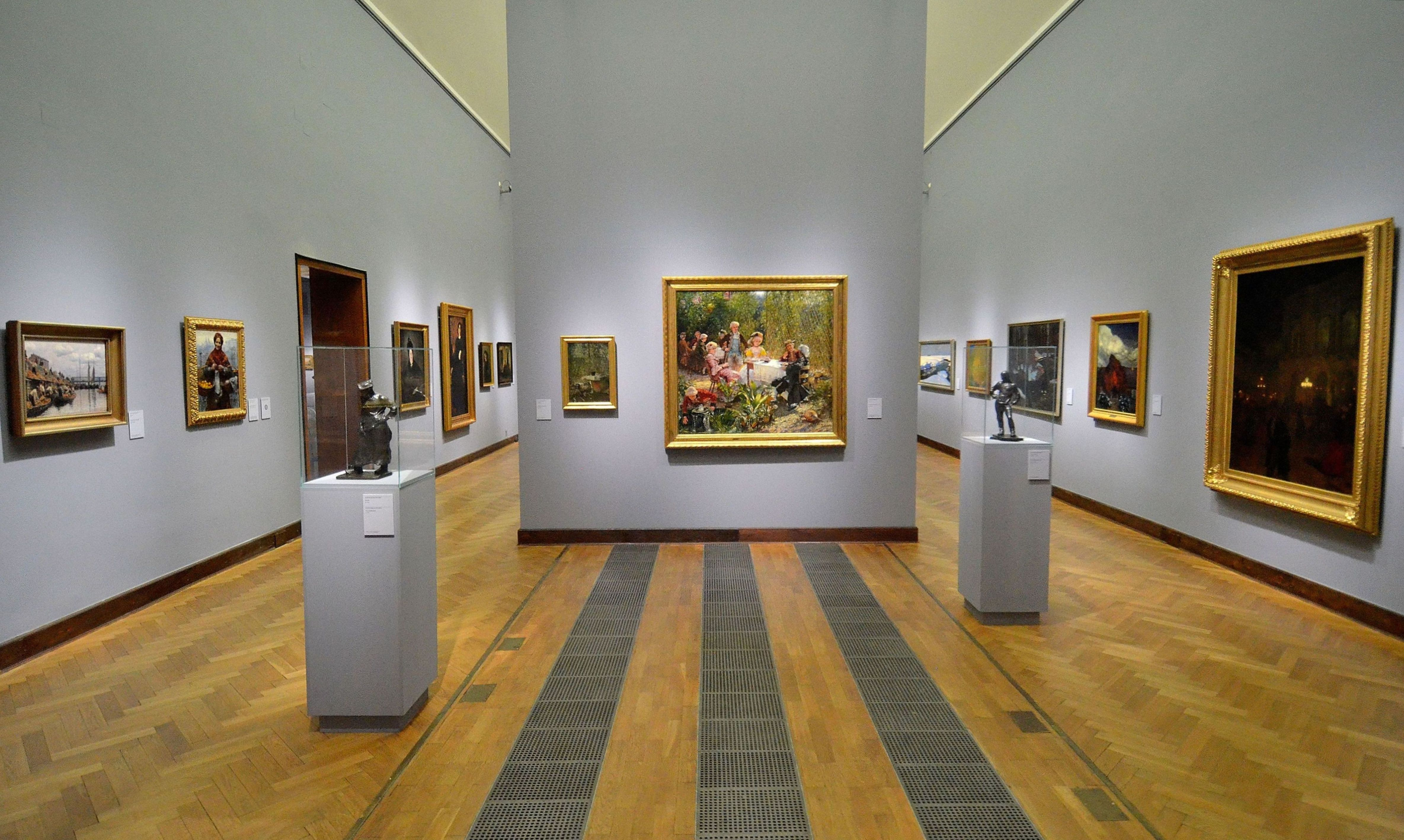
نقاشی‌های الکساندر گیرمسکی در موزه ملی ورشو به نمایش درآمد

ایگنسی الکساندر گیرمسکی (به انگلیسی: Ignacy Aleksander Gierymski) (۳۰ ژانویه ۱۸۵۰، ورشو - درگذشته ۶–۸ مارس ۱۹۰۱، رم) یک نقاش لهستانی در اواخر قرن نوزدهم، برادر کوچک ماکسیمیلیان گیرمسکی بود. وی نماینده رئالیسم و همچنین پیشرو مهم امپرسیونیسم در لهستان بود.

## زندگی
الکساندر گیرمسکی مدرسهٔ دولتی متوسطه شماره سوم را در ورشو در سال ۱۸۶۷ به پایان رساند و در همان سال تحصیلات نقاشی را در ورشو آغاز کرد. بین سالهای ۱۸۶۸–۱۸۷۲ در آکادمی هنرهای زیبا در مونیخ تحصیل کرد و با مدال طلا فارغ‌التحصیل شد. وی برای کار دیپلم خود تاجر ونیز لوح تقدیر دریافت کرد. وی بین سال‌های ۱۸۷۳–۱۸۷۴ در ایتالیا، بیشتر در رم اقامت داشت. در آنجا اولین کارهای معروف خود را به اتمام رساند. در آغاز سال ۱۸۷۵ به ورشو آورد و آثار خود رادر گالری زاخنتا به نمایش گذاشت. نقاشی‌ها مورد توجه مخاطبان و منتقدان قرار گرفت.
از اواخر سال ۱۸۷۵ تا ۱۸۷۹ این هنرمند به رم بازگشت و در آنجا برای بهبود کار خود کار کرد، به ویژه وقت زیادی را صرف مطالعه نقاشی‌های ایتالیایی کرد. مهمترین اثر دوره رومی نقاشی او در درختستان بود. این رویکردی به امپرسیونیسم بود، که مطالعات گسترده‌ای در این زمینه پیش از آن انجام شد (به عنوان مثال استوانه روی میز، مردی با دم کت مخصوص رسمی قرمز در میان دیگران). در نقاشی در باغ میوه، می‌توانیم صحنه یک اجتماع قرن ۱۸ را ببینیم که در یک آلاچیق پر از نور از پشت اتفاق می‌افتد. چنین صحنه‌هایی به او امکان می‌داد با رنگ و نور بازی کند. کارهای گیرمسکی را می‌توان با امپرسیونیست‌های معاصر فرانسوی مقایسه کرد، با وجود اینکه او تا آن موقع هنوز در پاریس نبوده و هیچ مدرکی دال بر اینکه او آثار آنها را دیده باشد وجود ندارد.
بزرگترین دوره گیرمسکی بین سالهای ۱۸۷۹–۱۸۸۸ بود که در ورشو گذراند. در این زمان او با گروهی از نویسندگان و نقاشان جوان پوزیتیویست که در اطراف نشریه Wędrowiec جمع شده بودند کار کرد. مسئول امور هنری در این مجلات استانیسلاو ویتکیویچ بود، که برای به رسمیت شناختن عمومی گیریمسکی نبرد کرد. نقاشی‌هایی که گیرمسکی در این دوره ساخته‌است، به عنوان مثال زن یهودی پرتقال فروش، دروازه شهر قدیمی، جشن شیپورها و سندبلاسترها و بقیه بر اساس زندگی مردم فقیر از دو منطقه در ورشو - Powiśle و Old Town ساخته شده‌است. متأسفانه، آثار وی هرگز در لهستان معاصر قابل درک و احترام نبودند. وی مانند افراد بی‌ارزش در سرزمین مادری خود، بدون معاش، ورشو را پشت سر گذاشت و در سال ۱۸۸۸ به خارج از کشور رفت.
از آن زمان او بیشتر در آلمان و فرانسه زندگی می‌کرد. محیط پیرامون تغییر یافته، آثارش را تغییر داد. دور از وطن، او شروع به نقاشی موضوعاتی کرد که چندان شخصی نبودند. او بیشتر مشغول نقاشی مناظر بود (کوفشتین کاستل اوت لوک، بخشی از روتنبورگ، مناظر دریایی). او اغلب شب‌ها نقاشی می‌کشید، که به او امکان می‌داد اشیا را زیر نور مصنوعی نقاشی کند، مانند (شب‌های مونیخ، اپرای پاریس در شب، گرگ و میش بر روی سن).
در سال ۱۸۹۳ به لهستان بازگشت و تا سال ۱۸۹۵ اقامت داشت، تا برای درخواست موقعیت در آکادمی هنرهای زیبا در کراکوف درخواست کند. این سفر علاقه او به موضوعات انسانی را دوباره زنده کرد. تابوت دهقان یکی از نقاشی‌های آن دوره است.
در آخرین سال‌های زندگی خود در ایتالیا ماند. از آن دوره اخیر آثاری مانند فضای داخلی کلیسای سن مارکو در ونیز و میدان دل پوپولو در رم یا چشم‌اندازهای ورونا به وجود آمد.
ناامیدی‌های تلخ او در زندگی بر روی خودنگاره ای است که یک سال قبل از مرگش کشیده شده‌است. او علی‌رغم خونگرم بودن با چشم یک طبیعت دوست به دنیا نگاه می‌کرد. غم‌انگیز این که آخرین سال‌های زندگی او در یک بیمارستان روانی سپری کرد. با این وجود او میراث بی نظیری از خود به جا گذاشت. آثار او رئالیسم را نشان می‌داد.
گیرمسکی بین ۶–۸ مارس ۱۹۰۱ در رم در یک بیمارستان روانی در خیابان ویا دلا لونگارا درگذشت. وی در ۱۰ مارس ۱۹۰۱ در قبرستان کامپو ورانو در رم به خاک سپرده شد.

## نگارخانه
- پرتقال‌فروش یهودی، ۱۸۸۰–۱۸۸۱
- در باغ میوه، ۱۸۸۲
- نمایی از دریاچه اوسیاچ در کارینتیا، ۱۸۸۶
- لوور در شب ، ۱۸۹۲
- سندبلاسترها، ۱۸۸۷
- تابوت روستایی، ۱۸۹۴
- پسری که خرمن حمل می‌کند، ۱۸۹۵
- جشن شیپورها، ۱۸۸۴
- کلیسای جامع آمالفی، ۱۸۹۷–۱۸۹۸
- شعر، ۱۸۸۳
- دریا، ۱۸۹۱